# 派奥德奥赫达
派奥德奥赫达，是西班牙卡斯蒂利亚-莱昂帕伦西亚省的一个市镇。 总面积19平方公里，总人口89人（2001年），人口密度5人/平方公里。